# Hrubý národní produkt
Hrubý národní produkt (HNP, též GNP podle anglického Gross National Product) je celková peněžní hodnota statků vytvořená za dané období občany daného státu (jak na území tohoto státu, tak v cizině). V anglickém či německém jazyce bývá častěji používán termín hrubý národní příjem (Gross National Income, GNI). Ukazatel HNP je postaven na národním principu a používá jej např. Severní Amerika (tyto země mají mnoho zahraničních investic). Aby byla výše HNP porovnatelná, přepočítává se na jednoho obyvatele. Zvyšování nebo snižování HNP se vyhodnocuje jako tempo růstu ekonomiky. V době globalizace začal být nově používán HDP (hrubý domácí produkt), který je snadněji vyčíslitelný.

## Šedá ekonomika
- souhrn ekonomických vztahů, které porušují běžné a etické a morální formy společnosti, jsou na hranici zákona a jsou těžko postižitelné
- patří sem zejména úplatky, nezdaněná práce a příjmy.

## Černá ekonomika
- souhrn ekonomických vztahů, které porušují zákony dané země a jsou jednoznačně odhaleny a prokázány
- patří sem hospodářská kriminalita - například padělání peněz, daňové úniky, prodej drog, prostituce, hazardní hry a organizovaný zločin (mafie).
- v Česku je postihována trestním zákoníkem

## Čisté ekonomické bohatství
- vychází ze známého ukazatele HNP, který je zvýšen o nelegálně produkované výrobky a služby (viz černá a šedá ekonomika)
- je zvýšen dále o výrobky produkované ve volném čase pro vlastní potřebu
- měl by vypovídat i o přineseném užitku, protože ten může být z každé činnosti jiný